# Президентские выборы в Чаде (2016)
Президентские выборы в Чаде проходили 10 апреля 2016 года. Президент Идрис Деби был переизбран на 5-й срок.

## Избирательная система
С 1996 года в Чаде президент избирается сроком на 5 лет абсолютным большинством голосов. При этом в случае необходимости выборы проходят в два тура. На выборах 2016 года было зарегистрировано 23 кандидата. Президент Идрис Деби выдвигался на 5 срок и ожидалась его победа. Один из наиболее влиятельных оппозиционеров Нгарлейи Йоронгар не был зарегистрирован по административным причинам.

## Кампания
Оппозиция организовала общенациональную забастовку 24 февраля 2016 года в знак протеста против 26-летнего правления Деби. В результате забастовки во многих городах страны и в столице Нджамене были закрыты рынки, школы, остановился транспорт, была остановлена работа в районных центрах. Кампания проводилась под лозунгом «Уже хватит» (фр. Ça Suffit).
В день выборов был отключены интернет и интернет-сообщения. Многие иностранные телевизионные операторы не могли освещать выборы, так как их лицензии не были обновлены.

## Результаты
Результаты выборов были объявлены 21 апреля 2016 года и показали победу Деби в первом туре с 61,56 % голосов. На втором месте оказался давний оппозиционный лидер Салех Кебзабо с 12,80 % голосов.
Конституционный суд подтвердил результаты 4 мая 2016 года, отвергнув по техническим причинам общую апелляцию оппозиционных кандидатов, заявлявших о нарушениях в ходе выборов. Окончательные результаты показали 59,92 % голосов за Деби и 12,77 % — за Кебзабо.
Деби вступил в должность президента на новый срок 8 августа 2016 года.
| Кандидат                            | Партия                                   | Голоса | %     |
| ----------------------------------- | ---------------------------------------- | ------ | ----- |
| Идрис Деби                          | Народное движение спасения               |        | 61,56 |
| Салех Кебзабо                       | Народный союз за демократию и обновление |        | 12,80 |
| Лаукен Курэо Медар                  |                                          |        | 10,69 |
| Джимрангар Даднаджи                 |                                          |        | 5,06  |
| Малум Йобуад Джераки                |                                          |        | 1,84  |
| Маамат Амад Алабо                   |                                          |        | 1,61  |
| Клеман Джимет Багау                 |                                          |        | 1,44  |
| Гали Гатта Ньоте                    |                                          |        | 1,27  |
| Брис Мбэмон Гедмбэ                  |                                          |        | 1,02  |
| Абдулэ Мбоду Мбами                  |                                          |        | 1,02  |
| Боссумда Жюльян                     |                                          |        | 0,56  |
| Дживиди Букар                       |                                          |        | 0,48  |
| Дельва Кассире Кумакои              |                                          |        | 0,44  |
| Маамат Йеско Браим                  |                                          |        | 0,20  |
| Недействительных/пустых бюллетеней  | Недействительных/пустых бюллетеней       |        | -     |
| Всего                               | Всего                                    |        | 100   |
| Зарегистрированных избирателей/Явка | Зарегистрированных избирателей/Явка      |        | 76,11 |
| Источник: Tchad Pages               |                                          |        |       |